# ألفرد موير
ألفرد موير (بالإنجليزية: Alfred Moir)‏ هو كاتب أمريكي، ولد في 14 أبريل 1924 في منيابولس في الولايات المتحدة، وتوفي في 13 نوفمبر 2010 في سانتا باربارا في الولايات المتحدة.